# Faustino Rupérez
Faustino Rupérez Rincón, född den 29 juli 1956 i Piquera de San Esteban är en spansk före detta landsvägscyklist vars främsta merit är totalsegern i Vuelta a España 1980 (och två etappsegrar i loppet detta år). Därtill kan läggas totalsegrar i Volta a Catalunya (1981), Vuelta a Burgos (1981) och Vuelta a Asturias (1980 och 1984), samt den spanska mästerskapstiteln i linjelopp 1979 och segern i Giro del Piemonte 1982.

## Meriter

### Landsväg – professionell
| 1979 Spansk mästare i linjelopp Vinnare av Prueba Villafranca de Ordizia Vinnare av etapp 5b i Vuelta a Aragón 2:a totalt i Setmana Catalana de Ciclisme 3:a i GP Navarra 4:a totalt i Vuelta a España 5:a totalt i Escalada a Montjuïc 1980 Vinnare totalt av Vuelta a España Vinnare av etapperna 5 och 7 Vinnare totalt av Vuelta a Asturias Vinnare av etapp 2 4:a totalt i Baskien runt 4:a totalt i Volta a Catalunya 5:a totalt i Vuelta a Andalucía 5:a totalt i Escalada a Montjuïc 1981 Vinnare totalt av Volta a Catalunya Vinnare totalt av Vuelta a Burgos Vinnare av etapp 2 Vinnare av etapp 3 i Vuelta a Cantabria 3:a i Clásica de San Sebastián 6:a totalt i Escalada a Montjuïc 8:a totalt i Vuelta a España | 1982 Vinnare av Giro del Piemonte Vinnare av GP Villafranca de Ordizia Vinnare av GP Pascuas 2:a totalt i Vuelta a Asturias Vinnare av etapp 5 2:a totalt i Vuelta a las Tres Provincias 4:a totalt i Vuelta a España 4:a totalt i Vuelta a Andalucía 6:a totalt i Volta a Catalunya 9:a i Clásica de San Sebastián 9:a totalt i Vuelta a Burgos Vinnare av etapp 4a 9:a totalt i Escalada a Montjuïc 10:a totalt i Giro d'Italia 10:a totalt i Baskien runt 1983 2:a totalt i Volta a Catalunya 2:a totalt i Setmana Catalana de Ciclisme 3:a totalt i Vuelta a Asturias Vinnare av etapp 2 4:a i linjelopp vid Världsmästerskapen 5:a i Clásica de San Sebastián 7:a totalt i Giro d'Italia 7:a totalt i Baskien runt 7:a totalt i Escalada a Montjuïc 10:a totalt i Vuelta a España | 1984 Vinnare totalt av Vuelta a Asturias Vinnare av bergspristävlingen Vinnare av etapp 4 i Vuelta a La Rioja 2:a totalt i Baskien runt 2:a totalt i Vuelta a Burgos 7:a totalt i Setmana Catalana de Ciclisme 10:a i Clásica de San Sebastián 1985 2:a i Trofeo Luis Puig 10:a i Clásica de San Sebastián |

### Bana
1981/1982
Vinnare av Madrids sexdagars med Donald Allan